# William MacGuckin de Slane

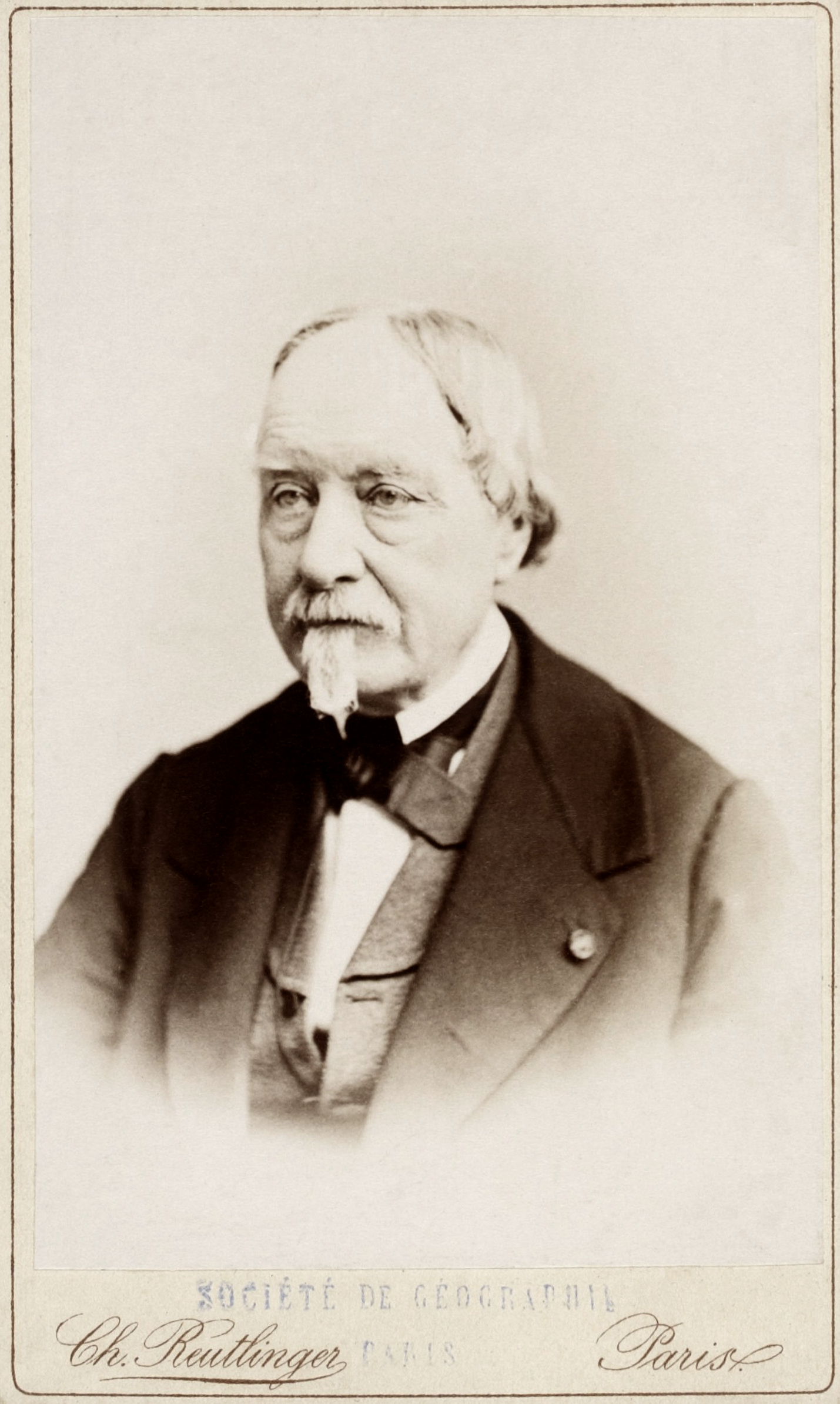
William MacGuckin de Slane

William MacGuckin de Slane, auch Mac Guckin und MacGuckin, bekannt als Baron de Slane (geb. 12. August 1801 in Belfast, County Antrim, Vereinigtes Königreich; gest. 4. August 1878 in Paris, Frankreich), war ein französischer Orientalist irischer Herkunft.

## Leben
Er war ein Schüler von Silvestre de Sacy (1758–1838) und Lehrer von Jean-François Champollion. Er erwarb am 31. Dezember 1838 die französische Staatsbürgerschaft und wurde am 1. September 1846 zum Hauptdolmetscher der französischen Afrikatruppen für das Arabische ernannt, ein Amt, das er bis zu seiner Pensionierung am 28. März 1872 bekleidete. Er ist bekannt für seine umfangreichen Übersetzungen arabischer Literatur. Er machte sich verdient um die Übersetzung des biographischen Wörterbuchs von Ibn Challikān und der Geschichte der Berber (Histoire des Berbères et des dynasties musulmanes de l’Afrique septentrionale) sowie der Muqaddima (Universalgeschichte) von Ibn Chaldūn. Er war Ratsmitglied der Asiatischen Gesellschaft. 1862 wurde er zum Mitglied der Académie des Inscriptions et Belles-Lettres gewählt.